# 天主教叻武里教區
天主教叻武里教區（拉丁語：Dioecesis Ratchaburensis）是泰國一個羅馬天主教教區，屬曼谷總教區。範圍包括西部四府：叻武里府、佛丕府、北碧府和夜功府。2001年有教友15,246人、33個堂區、70名司鐸。主教為Panya Kritcharoen。
1934年設監牧區，1941年升為代牧區。1965年12月18日設教區，1966年改稱現名。
1969年6月26日素叻他尼教區分出。